# Parotis punctiferalis
Parotis punctiferalis là một loài bướm đêm trong họ Crambidae.